# Psilotreta japonica
Psilotreta japonica is een schietmot uit de familie Odontoceridae. De soort komt voor in het Palearctisch gebied.